# Provincia di Sihanoukville
La provincia di Preah Sihanouk (in Khmer: ខេត្តព្រះសីហនុ) a cui ci si riferisce più comunemente con il nome di provincia di Sihanoukville , è situata nel sud-est della Cambogia e si affaccia sul Golfo di Thailandia. La capitale provinciale è Sihanoukville, città portuale nonché centro urbano in continua espansione situato su un'elevata penisola.

## Storia
La provincia è così nominata in onore del sovrano Norodom Sihanouk che ha personalmente adoperato per l'istituzione della città di Sihanoukville e della provincia stessa. La creazione di questa unità amministrativa, sebbene venutasi a formare solo nel 2008, pone le sue radici con la costruzione del porto di Sihanoukville, avviato nel 1955, che ha la particolarità di essere l'unico porto in acque profonde di tutta la Cambogia ed è fornito di un terminale petrolifero, oltre ad ulteriori strutture logistiche.